# Eremus rugosifrons
Eremus rugosifrons är en insektsart som beskrevs av Brunner von Wattenwyl 1888. Eremus rugosifrons ingår i släktet Eremus och familjen Gryllacrididae.

## Underarter
Arten delas in i följande underarter:
- E. r. rugosifrons
- E. r. oberthuri